# Jezioro Borzymskie
Jezioro Borzymskie (do 1945 r. niem. Grosser See) – jezioro położone na wschód od wsi Borzym, w zachodniej części Pojezierza Zachodniopomorskiego na Równinie Wełtyńskiej. 
Powierzchnia 27,6 ha.
Do jeziora Borzym od strony północnej uchodzi Struga z Sobieradza, która przepływa również przez jezioro Węgorzno, natomiast od strony wschodniej uchodzą liczne małe cieki i rowy melioracyjne (największa jest struga płynąca od wsi Sobiemyśl, natomiast wypływa z niego struga łącząca je z rzeką Tywą. Za zachodnim brzegu jest położona wieś Borzym (niem. Borin).